# ليونيد ليبيديف
ليونيد ليبيديف (بالروسية: Лебедев, Леонид Леонидович)‏ (و. 1956 – م) هو رائد أعمال، وسياسي، ورجل أعمال، ومنتج أفلام، من روسيا، ولد في موسكو.

## مناصب
شغل منصب عضو مجلس الاتحاد الروسي حتى عام 2015.

## جوائز وترشيحات
حصل على جوائز منها:
- Nika Award for Best Picture [الإنجليزية]‏، عن عمل: The Geographer Drank His Globe Away [الإنجليزية]‏ (2013)
- نيشان الشرف.

ترشح لـ:
- Nika Award for Best Picture [الإنجليزية]‏، عن عمل: The Geographer Drank His Globe Away [الإنجليزية]‏ (2013).

## وصلات خارجية
- ليونيد ليبيديف على موقع IMDb (الإنجليزية)
- ليونيد ليبيديف على موقع قاعدة بيانات الفيلم (الإنجليزية)
- ليونيد ليبيديف على موقع كينوبويسك (الروسية)